# Tino Contreras
Fortino Contreras González (Chihuahua, 3 de abril de 1924-Ciudad de México, 9 de septiembre de 2021) más conocido como Tino Contreras,  fue un músico mexicano. Fue precursor del movimiento del jazz en México en los años 50, compositor de música popular, jazz y blues, pianista, trompetista, vocalista y un destacado baterista, siendo este instrumento con el que se dio a conocer internacionalmente, quedando como testimonio sus discos grabados en Estados Unidos, Francia, España, Alemania, Inglaterra, Argentina y México a lo largo de su extensa carrera musical.

## Biografía
Proviene de familia de músicos, su abuelo paterno Antonio Contreras dominaba violín, piano y tocaba los timbales en la Sinfónica de Durango, su ciudad natal. Su tío Fortino, músico sinfónico, dominaba violín, piano, guitarra y fue compositor de obras sinfónicas. Su padre Miguel tocaba violín y batería quien junto con su hermano emigró a Chihuahua y formó la primera Orquesta de Jazz “OK Jazz Band” en esa ciudad de donde era oriunda su madre Leandra quien cantaba zarzuelas. A sí mismo sú hermano "Tin" Contreras Gónzalez se destacó como músico y compositor original desde la ciudad de Chihuahua realizando y presentando proyectos personales de gran calidad compartiendo el legado de la familia Contreras.[cita requerida]
Murió el 9 de septiembre de 2021 de un infarto a la edad de 97 años en Ciudad de México.

## Trayectoria
Tocó por primera vez la batería siendo un niño de ocho años con músicos profesionales que tocaban en bailes en poblados a los alrededores de Chihuahua, a los 17 años a principios de los años cuarenta forman la Orquesta “Los Cadetes del Swing” junto con su hermano mayor Efrén, quien era el director y dominaba los saxofones tenor y alto, tocando para bailes en los salones elegantes de la ciudad.[cita requerida]
Dos años después se independiza y se traslada a Ciudad Juárez formando su primera Orquesta como titular, “La Orquesta de la Juventud”, introduciéndola a la programación de la pujante Estación de Radio “XEJ”, cobrando popularidad presentándose en los mejores Clubes Nocturnos, salones de baile y diversos programas en La Radio.
A finales de los años cuarenta decide salir y probar suerte en la capital de su país, sus primeros contactos fueron en la famosa “XEW” que se conocía como “La voz de América Latina” donde consiguió que lo invitaran a formar parte de las Caravanas Artísticas del Empresario Paco Miller, acompañando a cantantes como María Victoria, Pedro Infante, Tin Tan, entre otros artistas del momento, al término de la gira en caravana regresa a Ciudad Juárez para posteriormente dejar su tierra y radicar en la capital. 
A principios de los años cincuenta es llamado por el músico y arreglista mexicano Héctor Hallal “El Árabe”, para que formara parte como baterista de la prestigiada Orquesta de Luis Arcaraz, que era famosa por la calidad de sus ejecutantes y solistas. Como baterista de Arcaraz fue a sus primeras giras visitando Cuba, Venezuela, Colombia, Panamá, Costa Rica, República Dominicana. 
Llegó a alternarse como baterista de otras Orquestas como la de Pablo Beltrán Ruiz, Juan García Esquivel, Ismael Díaz, tuvo intervención en la cinematografía en La Época de Oro del Cine Nacional”, tanto como ejecutante de batería como compositor de fondos musicales para películas como “TinTanSón Crusoe”, “Los Campeones Justicieros”, “Vuelven los Campeones Justicieros”, “Mil Máscaras”. 

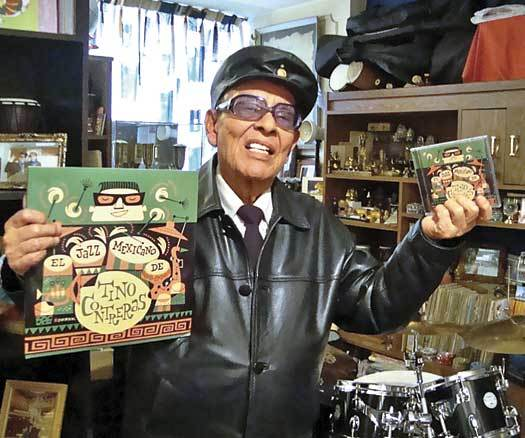
Tino Contreras

En 1954 es invitado a participar en lo que fue el Primer Disco de Jazz Mexicano “Jazz en México” con el sello “Orfeón” donde fueron reunidos nueve de los músicos más significativos del género, al poco tiempo de esta producción Tino Contreras decide dejar atrás las Orquestas y dedicarse por el resto de su vida al Jazz y Blues con sus agrupaciones en formato de trío a octeto.

## Producciones

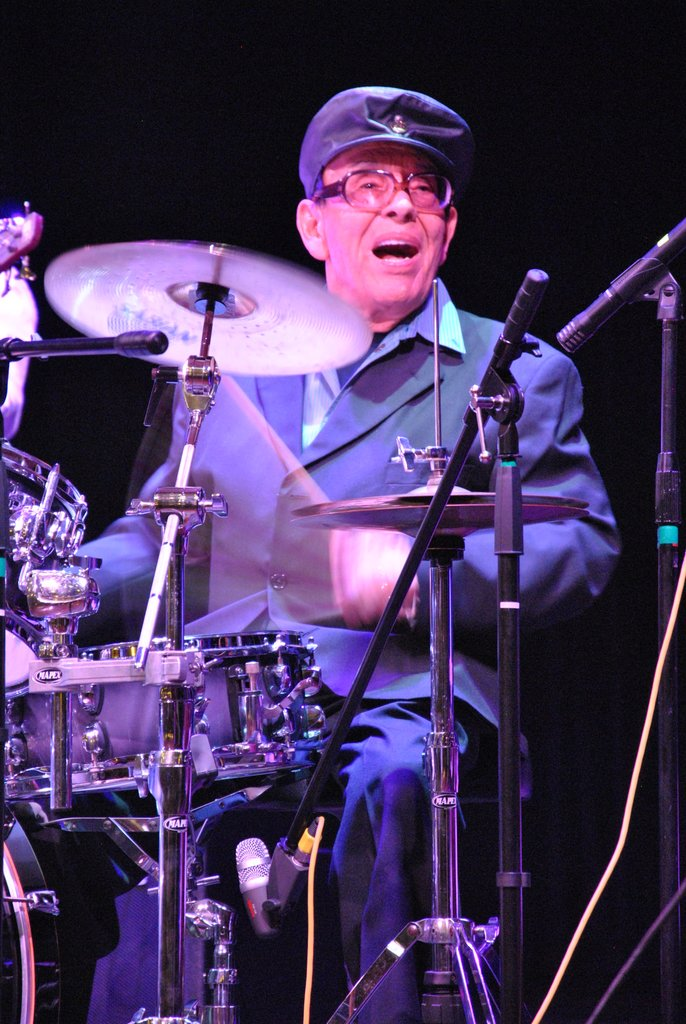
Tino en la Batería Haití

Entre sus producciones más importantes se destacan "Volado por los Merengues" (1953), "Jazz Ballet" (1963), "Misa en Jazz" (1966), ambas obras originales de Contreras estrenadas en el Palacio de Bellas Artes de la Ciudad de México, introduciendo por primera vez Jazz auténticamente mexicano a este recinto, "Jazz Tropical" (1962), "Jazz Flamenco" (1966) estrenado y grabado en España, "Jazz Mariachi" (1974), "Quinto Sol" (1978) y "Papaztrato"(1980) incorporando instrumentos prehispánicos y Arpas Armónicas de Sonido Trece, "Yúmare Multifonía Tarahumara" (1982), "Betsabé Fantasía" (2004) obra percusiva con ritmos de Medio Oriente, "Jazz Bicentenario" (2010), "Generaciones" (2013), siendo el primer músico mexicano en fusionar sus obras originales de jazz con otros géneros musicales quedando grabado en gran parte de su discografía.
Tino cuenta con una trayectoria hecha a través de más de seis décadas, con 47 Discos grabados, tanto en México como en diversos países que ha recorrido, dando renombre a México en largas giras por Francia, Alemania, España, Turquía, Grecia, Estados Unidos, Argentina, Brasil, Colombia, Venezuela, todo Centroamérica y El Caribe, entre otros, dejando como testimonio de su paso por esos países sus grabaciones y producciones discográficas.
Ha escrito dos Métodos bilingües de Enseñanza Musical “How To Play Drums”.
Con el sello discográfico P&P se han lanzádo a la venta las Producciones “Jazz Mariachi” (2009), “Jazz Bicentenario” (2010),  “Jazz Mexicano” (2011) y “Generaciones” (2013).
En septiembre y diciembre de 2015 se lanzaron dos producciones: “Tino Contreras & Jackie and the Bourbons Blues & Jazz Standards“ CD - DVD, y Tino Contreras “Yúmare / Quinto Sol” CD, respectivamente. En enero de 2016 se reeditó “Tino Contreras Palacio de Bellas Artes Live 1971”.
Presenta su obra cumbre “Misa en Jazz Coral” en el Auditorio del “CECUT” Centro Cultural Tijuana, B.C. en mayo de 2015; en la Catedral de San Miguel Arcángel de Orizaba, Veracruz en octubre de 2016 y en el Teatro Ocampo de Cuernavaca, Morelos en septiembre de 2017.
Entre 2014 y 2017 se presenta en Concierto invitado por diversos Festivales de Jazz a lo largo de la República Mexicana.
En noviembre de 2017 el Centro Cultural Tijuana “CECUT” edita y  lanza la producción discográfica “Tino Contreras & Javier Bátiz Live Session”.
Tino ha dedicado su vida a la composición, ejecución, difusión, fomento y enseñanza, consolidándose cómo un exponente prolífero y destacado del Jazz Mexicano.

## Reconocimientos
En noviembre de 2011 se lanzó en Europa una Antología de sus éxitos “Tino Contreras y su Jazz Mexicano”, con el sello Jazzman Records de Inglaterra, marcando un hecho sin precedente en su país.
También en noviembre de 2011 recibió de la Sociedad de Autores y Compositores de México (SACM) el Premio “SACM Trayectoria 50 Años y más” por su aporte enriquecedor al acervo cultural mexicano durante su trayectoria como compositor, de manos del maestro Armando Manzanero, Presidente de la Sociedad de Autores y Compositores de México. 
En junio de 2012 el Gobierno del Estado de Chihuahua y el Instituto Chihuahuense de la Cultura le otorgaron un Reconocimiento por 60 Años de Trayectoria y Aportación a la Música de Jazz en el Mundo.
En octubre de 2012 recibe Reconocimiento por parte del Estado de Hidalgo ofreciendo diversos Conciertos en cada Ciudad y Pueblos Mágicos del Estado.
En enero de 2013 presenta en diferentes ciudades su más reciente material discográfico “Generaciones” con el sello P&P, recibiendo un homenaje por parte del H.Ayuntamiento de Orizaba, Veracruz realizando un Festival de Jazz en honor a Tino.
El 20 de febrero de 2014 recibe Reconocimiento en el Marco del 4º Festival Clazz Latin Jazz 2014 y el 27 de febrero ofrece un emotivo Concierto en apoyo al Jazz Mexicano en IMER Instituto Mexicano de la Radio por el 14 Aniversario de la Estación de Horizonte Jazz.
En el transcurso de 2014 será objeto de diversos Reconocimientos por parte de los Gobiernos de los Estados de la Repùblica Mexicana por más de 65 Años de Trayectoria y Aportación Musical y en el mes de julio sale a la venta su nuevo Material Discográfico.
Visitó Europa entre agosto y septiembre de 2014 una vez más con fines documentales y promocionales permaneciendo en las ciudades de Madrid, París y Londres.
El 20 y 28 de septiembre de 2014 fue objeto de Reconocimiento por su aportación al acervo musical de México por parte de la Fonoteca Nacional de México y en el CECUT de Tijuana, B. C., respectivamente.
El 11 de octubre de 2014 por primera vez presenta su música en la Edición 42 del importante Festival Internacional Cervantino.
El 8 de marzo de 2015 se lleva a cabo el estreno mundial de su obra "Betsabé Fantasía" con la  "Orquesta Sinfónica Escuela Carlos Chávez" en el CENART de la Ciudad de México, bajo la batuta del Director José Guadalupe Flores. La orquestación corrió a cargo del Mtro. Ricardo Martín, con el impulso del Coordinador de Sistema Nacional de Fomento Musical, el Mtro. Eduardo García Barrios, siendo la primera obra de Contreras presentada con Orquesta Sinfónica; las siguientes son su "Misa en Jazz", "Orfeo en los Tambores" y "La Noche de los Dioses."
En agosto de 2017 recibe un homenaje - Concierto por parte del Centro Cívico S-Mart de Ciudad Juárez, Chih. por 75 años de trayectoria musical.
 Es elegido para recibir la Presea “Gawí Tónara 2017” Pilares del Mundo, por parte del Gobierno del Estado de Chihuahua, Chih. otorgado a ciudadanos chihuahuenses que han cruzado fronteras.

## Pensamientos
"...Ahí voy con todos mis sueños que me da la magia del tambor. Como mis lentes siempre se empañan al tocar, no veo al gentil publico y me voy con los ojos bien cerrados a mi mundo, a veces sensual... otras espiritual y guerrero, otras más amoroso, o me veo de niño con mi primer tambor de juguete, y a mi papa con su batería tocando jazz... a veces siento latiendo los corazones de mi publico, junto conmigo en un viaje de orgía rítmica que da el tambor..." [cita requerida]
Tino también es un fanático de la lectura y sitúa muchas de sus influencias en El Príncipe de Maquiavelo.

## Discografía
- 1953: Volado por los Merengues Tino Contreras (Peerless) México.
- 1954: Jazz en México "Álbum Triple" (Orfeón) México.
- 1955: Joyas del Jazz de Tino Contreras  (RCA Camdem)  México.
- 1958: Estrellas del Jazz (RCA Camden)  México.
- 1959: Jazz en Ríguz Cuarteto Tino Contreras (Musart)  México.
- 1961: Jazz Tropical Tino Contreras (Musart)  México.
- 1962: Tino Contreras Jazz a París (Disques Festival) Francia.
- 1962: Tino Contreras y su Tropical Jazz I (Disques Typic)  Francia.
- 1962: Flamenco Jazz Tino Contreras  (Sesión) España.
- 1963: Tino Contreras México en la Noche (Polydor)  Alemania.
- 1963: Tino Contreras Jazz Ballet (Musart)  México.
- 1963: Festival de Jazz en París con Tino Contreras (Gamma) México.
- 1964: Tino Contreras Jazz (Musart) México.
- 1964: Percusiones Exóticas Tino Contreras (Musart)  México.
- 1965: Tino Contreras y su Tropical Jazz II (Disques Typic) Francia.
- 1965: Tino Contreras y su Jazz Latino (Berta) España.
- 1966: Misa en Jazz Tino Contreras y su Grupo (Musart)  México.
- 1966: Percusiones Mexicanas Tino Contreras (Cápitol) USA.
- 1967:  JAZZ Tino Contreras (Musart)  México.
- 1967: Misa en Jazz Tino Contreras  (Discoteca Pax)  España.
- 1968: Tino Contreras “Álbum Triple de Éxitos” (Musart)  México.
- 1969: Grandes Temas Musicales en Jazz   (Discos Rex) México.
- 1970: Imágenes en Jazz Tino Contreras (Discos Rex) México.
- 1971: Misa Barroca Tino Contreras (Discos Rex)  México.
- 1973: Quinto Sol Tino Contreras con Arpas Armónicas de Sonido Trece  (TC) México.
- 1975: Los 4 Argentinos canciones de Tino Contreras (MH) Argentina.
- 1978: Tino Kontreras La Música Infinita (Discos Latinos) México.
- 1979: How to Play Latin Beats Tino Contreras (Anaya Editores)  México.
- 1979: JAZZ JAZZ Tino Contreras  (Trébol)  México.
- 1982: Tino Contreras y su Grupo en la UACJ  (UACJ) México.
- 1985: Balada Ranchera canciones de Tino Contreras (RCA) México.
- 1986: Yúmare Tino Contreras y sus Hermanos  (Dodo)  México.
- 1988: Tino Contreras en Cuautitlán Izcalli  (TC)  México.
- 1993: Tino Contreras Live at Teatro de la Ciudad  (Coyoacán Records) México.
- 1997: JAZZ WAY Tino Contreras    (TC)  México.
- 1997: Ésta Noche Jazz Tino Contreras Video (M. Palazuelos) México.
- 1997: Ésta Noche Jazz Todos Juntos Video  (M.Palazuelos) México.
- 1999: Simbiosis Tino Contreras (TC) México.
- 2001: Vive le Jazz Tino Contreras (TC)  México.
- 2004: Colección de Oro del Jazz Álbum Triple CD (Musart) México.
- 2004: JAZZ IN MEXICO Vol. I y Vol. 2  (Fresh Sound Records)  España.
- 2005: Tino Contreras Betsabé Fantasía “50” Aniversario  (TC) México.
- 2006: Bellas Artes Live Tino Contreras  (TC)  México.
- 2009: Tino Contreras Haití te llevo en mi Corazón (TC) México.
- 2010: Tino Contreras Jazz Mariachi  (P&P)  México.
- 2010: Jazz Bicentenario Tino Contreras  (P&P)  México.
- 2011: Jazz Mexicano Tino Contreras  (P&P)  México.
- 2011: El Jazz Mexicano de Tino Contreras  (Jazzman Records) Inglaterra.
- 2012: Tino Contreras GENERACIONES  (P&P) México.
- 2013: Fetén Rare Recordings from Spain 1961-1974  (Vampi Soul) España.
- 2014: Tino Contreras  " Jazz Legend "    ( TC ) México
- 2015: Tino Contreras y Jackie & The Bourbons   (T. C. & Gallegos)  "México Blues  &  Jazz Standards"
- 2015: Tino Contreras  " Yúmare / Quinto Sol"  (Conaculta / Fonoteca Nacional)  México
- 2016: Tino Contreras  "Palacio de Bellas Artes Live 1971"  (TC & Gallegos)  México
- 2017: "Tino Contreras & Javier Bátiz Live Session" (CECUT) México
- 2019: Tino Contreras “Jardines de la Fonoteca Nacional”(Secretaría de Cultura / Fonoteca Nacional de México).  México
- 2020: Tino Contreras “Quinto Sol Música Infinita”  (Records ARC).  Inglaterra
- 2020: Tino Contreras “La Noche de Los Dioses”(Brownswood Recordings).  Inglaterra
- 2023: Tino Contreras "The Last Recording Session" México